# Sfințenie
Sfințenia este, în general, starea de a fi sfânt (stare percepută de către persoanele religioase ca fiind asociată cu divinitatea) sau sacru (stare considerată demnă de respect spiritual sau de devotament, care inspiră teamă sau respect în rândul credincioșilor într-un anumit set de idei spirituale).
În alte contexte, obiectele sunt adesea considerate „sfinte” sau „sacre” dacă sunt folosite pentru scopuri spirituale, cum ar fi închinarea sau realizarea unui ritualul în fața zeilor. Acești termeni pot fi de asemenea utilizați într-un context non-spiritual sau semi-spiritual („adevăruri sacre” dintr-o constituție). Acest atribut este adesea folosit pentru oameni („un om sfânt” de o anumită ocupație religioasă, „profet sfânt” care este venerat de către adepții săi), obiecte („artefact sacru” care este venerat și binecuvântat), timp („zi sfântă” de introspecție spirituală, cum este în timpul sărbătorilor de iarnă), sau locuri („pământ sfânt”, „loc sfânt”).  